# Gere og Freke
I nordisk mytologi er Gere og Freke Odins to ulve. Navnene betyder henholdsvis "den grådige" og "den glubske". De ligger ved Odins fødder og hjælper ham i krig. Serveres der mad for Odin, giver han det omgående videre til ulvene.
Den lille sølvfigur Odin fra Lejre fra omkring år 900, der blev fundet under udgravninger ved Gammel Lejre i 2009 viser Odin på sin tronstol Lidskjalv omgivet af ravnene Hugin og Munin og med en udsmykning af tronstolens ryg, som viser eller symboliserer ulvene Gere og Freke.